# Афуа (кратер)
Вижте пояснителната страница за други значения на Афуа.
Афуа (на английски: Afua) е ударен кратер разположен на планетата Венера. Той е с диаметър 10 km, и е кръстен на акан име Афуа.